# Festival cờ vua Biel
Festival cờ vua Biel (tiếng Anh: Biel International Chess Festival) là một sự kiện cờ vua thường niên diễn ra ở Biel/Bienne, Thụy Sĩ. Festival gồm hai giải đấu: giải mời Đại kiện tướng tổ chức theo thể thức vòng tròn và giải Mở kiện tướng (MTO) tổ chức theo thể thức hệ Thụy Sĩ. Festival bắt đầu từ năm 1968, ban đầu chỉ có giải mở. Đến năm 1977 mới bắt đầu có giải mời Đại kiện tướng. Giải Biel được chọn làm ba giải đấu liên khu vực các năm 1976, 1985 và 1993.
Từ năm 2019 đến nay, giải Đại kiện tướng kết hợp cả ba nội dung cờ tiêu chuẩn, cờ nhanh và cờ chớp.
| #  | Năm     | Giải Đại kiện tướng                                 | Giải Kiện tướng Mở rộng                                                                             |
| -- | ------- | --------------------------------------------------- | --------------------------------------------------------------------------------------------------- |
| 1  | 1968    |                                                     | Edwin Bhend (Thụy Sĩ)                                                                               |
| 2  | 1969    |                                                     | Jan Timman (Hà Lan)                                                                                 |
| 3  | 1970    |                                                     | Predrag Ostojic (Nam Tư)                                                                            |
| 4  | 1971    |                                                     | Stanimir Nikolic (Nam Tư)                                                                           |
| 5  | 1972    |                                                     | Milan Vukic (Nam Tư)                                                                                |
| 6  | 1973    |                                                     | Milan Vukic (Nam Tư) · Janos Flesch (Hungary)                                                       |
| 7  | 1974    |                                                     | Bela Soos (Romania)                                                                                 |
| 8  | 1975    |                                                     | Mišo Cebalo (Nam Tư) · John Pigott (Australia) · David Parr (Australia)                             |
| 9  | 1976    | Bent Larsen (Đan Mạch) (liên khu vực)               | Dragutin Sahovic (Nam Tư) · Radovan Govedarica (Nam Tư)                                             |
| 10 | 1977    | Tony Miles (Anh)                                    | Miguel Quinteros (Argentina)                                                                        |
| 11 | 1978    |                                                     | Charles Partos (Thụy Sĩ)                                                                            |
| 12 | 1979    | Viktor Korchnoi (Thụy Sĩ)                           | Yehuda Gruenfeld (Israel) · Jean Hebert (Canada)                                                    |
| 13 | 1980    | Yehuda Gruenfeld (Israel)                           | Israel Zilber (Hoa Kỳ) · Josip Rukavina (Nam Tư) · Beat Züger (Thụy Sĩ) · Peter Scheeren (Hà Lan)   |
| 14 | 1981    | Eric Lobron (Đức) · Vlastimil Hort (Tiệp Khắc)      | Nathan Birnboim (Israel) · Laszlo Karsa (Hungary) · Ron Henley (Hoa Kỳ) · Eduard Meduna (Tiệp Khắc) |
| 15 | 1982    | John Nunn (Anh) · Florin Gheorghiu (Romania)        | Ivan Nemet (Nam Tư)                                                                                 |
| 16 | 1983    | Tony Miles (Anh) · John Nunn (Anh)                  | Jaan Eslon (Thụy Điển)                                                                              |
| 17 | 1984    | Vlastimil Hort (Đức) · Robert Hübner (Đức)          | Carlos Garcia-Palermo (Argentina)                                                                   |
| 18 | 1985    | Rafael Vaganian (Liên Xô) (liên khu vực)            | Ian Rogers (Australia) · Alon Greenfeld (Israel)                                                    |
| 19 | 1986    | Lev Polugaevsky (Liên Xô) · Eric Lobron (Đức)       | Daniel Campora (Argentina)                                                                          |
| 20 | 1987    | Boris Gulko (Hoa Kỳ)                                | Lev Gutman (Israel)                                                                                 |
| 21 | 1988    | Ivan Sokolov (Nam Tư) · Boris Gulko (Hoa Kỳ)        | Gennadi Kuzmin (Liên Xô)                                                                            |
| 22 | 1989    | Vassily Ivanchuk (Liên Xô)                          | Matthias Wahls (Đức)                                                                                |
| 23 | 1990    | Anatoly Karpov (Liên Xô)                            | Viktor Gavrikov (Liên Xô)                                                                           |
| 24 | 1991    | Alexei Shirov (Tây Ban Nha)                         | Zurab Sturua (Liên Xô)                                                                              |
| 25 | 1992    | Anatoly Karpov (Nga)                                | Alexander Shabalov (Latvia)                                                                         |
| 26 | 1993    | Boris Gelfand (Belarus) (liên khu vực)              | Vadim Milov (Israel)                                                                                |
| 27 | 1994    | Viktor Gavrikov (Thụy Sĩ)                           | Utut Adianto (Indonesia)                                                                            |
| 28 | 1995    | Alexei Dreev (Nga)                                  | Igor Glek (Đức)                                                                                     |
| 29 | 1996    | Anatoly Karpov (Nga)                                | Zurab Sturua (Gruzia)                                                                               |
| 30 | 1997    | Viswanathan Anand (Ấn Độ)                           | Ildar Ibragimov (Nga)                                                                               |
| 31 | 1998    | Mladen Palac (Croatia)                              | Milos Pavlovic (Nam Tư)                                                                             |
| 32 | 1999    | Jeroen Piket (Hà Lan)                               | Vadim Milov (Thụy Sĩ)                                                                               |
| 33 | 2000    | Peter Svidler (Nga)                                 | Boris Avrukh (Israel)                                                                               |
| 34 | 2001    | Viktor Korchnoi (Thụy Sĩ)                           | Boris Avrukh (Israel)                                                                               |
| 35 | 2002    | Ilya Smirin (Israel)                                | Milos Pavlovic (Nam Tư)                                                                             |
| 36 | 2003    | Alexander Morozevich (Nga)                          | Mikhail Ulibin (Nga)                                                                                |
| 37 | 2004    | Alexander Morozevich (Nga)                          | Christian Bauer (Pháp)                                                                              |
| 38 | 2005    | Boris Gelfand (Israel) · Andrei Volokitin (Ukraina) | Mikhail Kobalia (Nga)                                                                               |
| 39 | 2006    | Alexander Morozevich (Nga)                          | Bartosz Soćko (Ba Lan)                                                                              |
| 40 | 2007    | Magnus Carlsen (Na Uy)                              | Mikhail Ulibin (Nga)                                                                                |
| 41 | 2008    | Evgeny Alekseev (Nga)                               | Vladimir Belov (Nga)                                                                                |
| 42 | 2009    | Maxime Vachier-Lagrave (Pháp)                       | Boris Grachev (Nga)                                                                                 |
| 43 | 2010    | Fabiano Caruana (Italy)                             | Alexander Riazantsev (Nga)                                                                          |
| 44 | 2011    | Magnus Carlsen (Na Uy)                              | Nghê Hoa (Trung Quốc)                                                                               |
| 45 | 2012    | Vương Hạo (Trung Quốc)                              | Igor Kurnosov (Nga)                                                                                 |
| 46 | 2013    | Maxime Vachier-Lagrave (Pháp)                       | Pentala Harikrishna (Ấn Độ)                                                                         |
| 47 | 2014    | Maxime Vachier-Lagrave (Pháp)                       | Baskaran Adhiban (Ấn Độ)                                                                            |
| 48 | 2015    | Maxime Vachier-Lagrave (Pháp)                       | Emil Sutovsky (Israel)                                                                              |
| 49 | 2016[3] | Maxime Vachier-Lagrave (Pháp)                       | Samuel Shankland (Hoa Kỳ)                                                                           |
| 50 | 2017    | Hầu Dật Phàm (Trung Quốc)                           | Mateusz Bartel (Ba Lan)                                                                             |
| 51 | 2018    | Shakhriyar Mamedyarov (Azerbaijan)                  | Suri Vaibhav (Ấn Độ)                                                                                |
| 52 | 2019    | Santosh Gujrathi Vidit (Ấn Độ)                      | Amin Tabatabaei (Iran)                                                                              |
| 53 | 2020    | Radosław Wojtaszek (Ba Lan)                         | Christian Bauer (Pháp)                                                                              |